# Geoffrey Hull

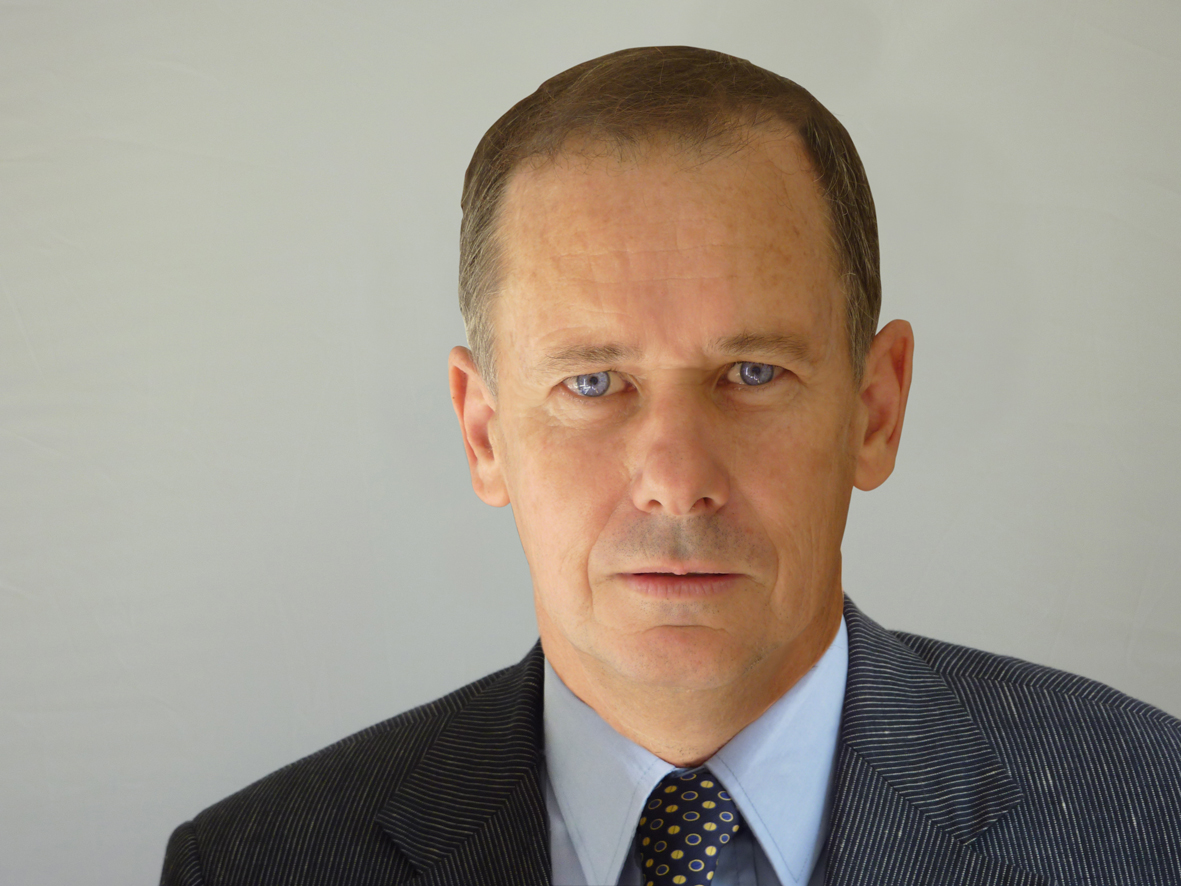
Geoffrey Hull

Geoffrey Stephen Hull (* 6. September 1955) ist ein australischer Linguist, Ethnologe und Historiker.

## Wirken
In den 1990er Jahren unterstützte Hull während der indonesischen Besetzung die osttimoresische Exilregierung, indem er die Landessprache Tetum standardisierte. Von 2001 bis 2007 war er Forschungsdirektor des Instituto Nacional de Linguística (INL), das zur Universidade Nasionál Timór Lorosa'e (UNTL) gehört.
Derzeit ist er adjunct professor an der Macquarie University in Sydney.

## Veröffentlichungen (Auswahl)
- 1982: The Linguistic Unity of Northern Italy and Rhaetia, tese, Western Sydney University, Macarthur.
- 1987: La lingua ‘padanese’: Corollario dell’unità dei dialetti reto-cisalpini. Etnie: Scienze politica e cultura dei popoli minoritari, 13.
- 1988: Franco-Maltese. In James Jupp, ed., The Australian People: An Encyclopedia of the Nation, its People and their Origins. Sydney: Angus and Robertson.
- 1989: Polyglot Italy: Languages, Dialects, Peoples, Melbourne, CIS Educational.
- 1989: Parallels and Convergences in Celtic and Romance Philology. Australian Celtic Journal, 1. 
  - Vocabulary Renewal Trends in the Modern Celtic Languages. Origins and Revivals: Proceedings of the First Australian Conference of Celtic Studies, pp. 69-90.
- 1990: Idealist Nationalism and Linguistic Dogma in Italy. In The Shared Horizon. Dublin: The Academic Press.
- 1992: Timor Oriental: n’est-ce qu’il qu’une question politique? Églises d’Asia: Agence d’Information des Missions Etrangères de Paris, Dossiers et documents No. 9/92.
- 1993: The Malta Language Question: A Case Study in Cultural Imperialism. Malta: Said International.
- 1994: Building the Kingdom: Mary MacKillop and Social Justice. Melbourne: Collins Dove.
- 1994: “Maria Mackillop” - Orientação para a Padronização da Língua Tetum. Instituto de Estudos Timorenses, Baulkham Hills (Sydney).
- 1998: Mai Kolia Tetun. A Course in Tetum-Praça, Sydney, Australian Catholic Relief and the Australian Catholic Social Justice Council.
- 2001: Timór-Lorosa’e: Identidade, lian no polítika edukasionál (Timor-Leste: Identidade, Língua e Política Educacional). Lisboa: Ministério dos Negócios Estrangeiros/Instituto Camões.
- 2002: The Languages of East Timor. Some Basic Facts, Instituto Nacional de Linguística, Universidade Nacional de Timor Lorosa'e. The Languages of East Timor   (PDF; 208 kB)
- 2002: Standard Tetum-English Dictionary, 2. Auflage, Allen & Unwin Publishers ISBN 978-1-86508-599-9
- 2005: (mit Lance Eccles). Gramática da Língua Tétum. Lisboa: Lidel
- 2006: (mit Halyna Koscharsky) Contours and consequences of the lexical divide in Ukrainian. Australian Slavonic and East European Studies, Vol 20, Nos 1-2
- 2010: The Banished Heart: Origins of Heteropraxis in the Catholic Church. London: T&T Clark.